# Jacqueline Ramel
Jacqueline Anna Charlotte Ramel, född 20 december 1964 i Solna, är en svensk skådespelare och regissör.

## Biografi
Ramel började efter gymnasiet arbeta som fotomodell, först i München och därefter i Paris, London, Sydney och New York. År 1986 återvände hon till Stockholm och fick då sin första filmroll i Den frusna leoparden. Samma år deltog hon i en teaterworkshop ledd av Elisabeth Seth och fick av henne rådet att studera vidare i New York vid The Rapp Theatre Company. Inom denna grupp kom hon att syssla med bland annat traditionell teater, musikvideor och experimentell kortfilm.
År 1993 återvände hon till Sverige och medverkade i filmen Tryggare kan ingen vara ...... och året efter i Lust. Under resten av 1990-talet medverkade hon i flera kortfilmer och TV-serier, däribland Anmäld försvunnen (1995), Snoken (1995), Silvermannen (1996) och Sjätte dagen (1999). År 1998 medverkade hon i filmerna Sista kontraktet och Johan Falk-filmen Noll tolerans, där hon gjorde rollen som Anja Månsdottir. Denna roll återkom hon till i flera Falkfilmer under 2000-talet. År 2000 hade hon en bärande roll som receptionist och ensamstående mor i TV-serien Hotel Seger.
Vid sidan av film och TV har Ramel verkat som teaterskådespelare. År 1995 spelade hon i Änglar eller Soporna, staden och döden på Teater Galeasen.
År 1996 regisserade hon flera avsnitt av TV-serien Vänner och fiender.
Inför Guldbaggegalan 2024 nominerades Ramel till en guldbagge i kategorin Bästa kvinnliga biroll för sin insats i Syndabocken.

## Familj
Ramel är dotter till direktören friherre Stig Ramel och kokboksförfattaren grevinnan Ann Marie Wachtmeister af Johannishus. Hon är gift med skådespelaren och regissören Stefan Larsson.

## Filmografi
- 1986 – Den frusna leoparden
- 1987 – Uppvaknandet
- 1988 – Rejuvenatrix
- 1993 – Tryggare kan ingen vara ......
- 1993 – Vid skiljevägen
- 1994 – Fritänkaren – filmen om Strindberg
- 1994 – Lust
- 1994 – Spin Cycle
- 1995  – Anmäld försvunnen (som polisen Anna Nordenstierna)
- 1995 – Snoken (TV-serie)
- 1996 – Silvermannen (TV-serie)
- 1996 – Grynnan
- 1997 – Chock 8 – På heder och samvete
- 1997 – Skilsmässan
- 1998 – Sista kontraktet
- 1999 – Noll tolerans
- 1999 – Sjätte dagen (TV-serie)
- 2000 – Hotel Seger (TV-serie)
- 2001 – Rendezvous
- 2002–2003 – Ocean Ave (TV-serie)
- 2003 – Talismanen (TV-serie)
- 2003 – Fear X
- 2003 – Den tredje vågen
- 2005 – Storm
- 2006 – Beck – Advokaten
- 2009 – Inga Lindström (TV-serie)
- 2009 – Johan Falk – De fredlösa
- 2009 – Johan Falk – Operation Näktergal
- 2009 – Johan Falk – Leo Gaut
- 2009 – Johan Falk – National Target
- 2009 – Johan Falk – Vapenbröder
- 2009 – Johan Falk – Gruppen för särskilda insatser
- 2009 – Oskyldigt dömd (TV-serie)
- 2010 – Klara
- 2023 – Syndabocken

## Teater

### Roller (ej komplett)
| År   | Roll | Produktion                                                       | Regi            | Teater          |
| ---- | ---- | ---------------------------------------------------------------- | --------------- | --------------- |
| 1995 |      | Änglar, eller Soporna, staden och döden Rainer Werner Fassbinder | Rickard Günther | Teater Galeasen |